# Théâtre Pigalle
Le théâtre Pigalle est une ancienne salle de spectacle  parisienne située 10-12, rue Pigalle dans 9e arrondissement, inaugurée en 1929 et disparue en 1949.

## Historique
Propriété du baron Henri de Rothschild qui le construit en hommage à sa maitresse Marthe Régnier, il laisse à son fils Philippe de Rothschild la coordination de la construction du théâtre, qu'il veut « le plus moderne du monde ».  Les architectes Charles Siclis, Henri Just et Pierre Blum font le tour de l'Europe pour chercher les dernières techniques en matière d'architecture et de design (le dessinateur Jean Carlu réalisera deux affiches sur la machinerie théâtrale). Le chantier nécessite quatre années de travaux.
La salle de 1 100 places est inaugurée le 20 juin 1929. La direction artistique est confiée à André Antoine, la direction administrative à Gabriel Astruc.
Sacha Guitry compose la pièce d'ouverture Histoires de France avec pour acteurs Jean Périer, Samson Fainsilber, Louis Gauthier, Jacques Grétillat, Romuald Joubé, Pierre Magnier, Yvonne Printemps, Carlotta Conti et lui-même. La première a lieu le 7 octobre 1929.
Deux mois après, Gaston Baty succède à Antoine en désaccord avec les Rothschild. Il présente Feu du ciel de Pierre Dominique. Puis Gabriel Astruc présente l'opérette de Johann Strauss fils, La Chauve-souris. Le théâtre accueille ensuite des compagnies de théâtre étrangères : le théâtre Japonais de Tokujiro Tsutsuli, le théâtre Kamerny d'Alexandre Taïrov, le théâtre Mayerhold, Ruggero Ruggieri, Max Reinhardt.
Louis Jouvet dirige la salle pendant deux années et présente avec succès Donogoo Tonka de Jules Romains le 8 octobre 1930, puis en 1931 Judith de Jean Giraudoux.
En avril 1932, le théâtre projette des films de cinéma. En novembre 1933, retour de La Chauve-Souris dans une mise en scène Max Reinhardt.
En 1936, Gustave Quinson prend la direction pour une année. Il propose Europe de Maurice Rostand, La vie est si courte de Léopold Marchand, Saint-Alphonse d'Henri Falk, L'Auberge du chat coiffé opérette d'André Barde et Alfred Lavauzelle, musique Joseph Szulc.
En 1938, Raymond Rouleau tente sans succès l'expérience du Théâtre de Minuit avec la pièce Virage dangereux de John Boynton Priestley. Puis Jane Marnac monte sans succès Femmes de Clare Boothe dans une adaptation de Jacques Deval.
En 1938, Pierre Dux, Fernand Ledoux et Alfred Adam, ouvrent un cours de théâtre dans un studio au dernier étage du Théâtre Pigalle. 
En 1944, Le Portier du paradis avec Michel Simon. L'année suivante, Le Fleuve étincelant de Charles Morgan mise en scène André Certes. En 1946, revue Folies Montmartre.
Direction de Georges Douking en 1947, puis André Certes.
Après l'échec de Thermidor de Claude Vermorel en 1948, le théâtre ferme ses portes. Il est vendu en 1958, un garage automobile est construit à la place.

## Programmation
- 1929 : Histoires de France de Sacha Guitry
- 1930 : Feu du ciel de Pierre Dominique, mise en scène Gaston Baty
- 1930 : Le Simoun d'Henri-René Lenormand, mise en scène Gaston Baty (25 janvier)
- 1930 : Donogoo Tonka de Jules Romains, mise en scène Louis Jouvet (8 octobre)
- 1931 : Judith de Jean Giraudoux, mise en scène Louis Jouvet (5 novembre)
- 1931 : Le Roi masqué de Jules Romains, mise en scène Louis Jouvet (20 décembre)
- 1932 : La Rente viagère de Gabriel d'Hervilliez (29 janvier)
- 1932 : La Pâtissière du village ou Madeleine d'Alfred Savoir, mise en scène Louis Jouvet (8 mars
- 1933 : La Chauve-Souris, opérette de Johann Strauss fils, mise en scène Max Reinhardt (28 novembre)
- 1936 : Europe de Maurice Rostand (16 février)
- 1936 : La vie est si courte de Léopold Marchand (17 avril)
- 1936 : Saint-Alphonse d'Henri Falk (24 septembre)
- 1936 : L'Auberge du chat coiffé, opérette d'André Barde et Alfred Lavauzelle, musique Joseph Szulc (16 décembre)
- 1938 : Virage dangereux de John Boynton Priestley, mise en scène Raymond Rouleau
- 1938 : Pasiphaé de Henry de Montherlant, mise en scène Sylvain Itkine (6 décembre)
- 1939 : Les Vacances d'Apollon de Jean Berthet (15 janvier)

			 			* 1941 : La Chauve-Souris, opérette de Johann Strauss fils, mise en scène Max Reinhardt (24 novembre)
- 1943 : Feu du ciel, opérette de Jean Tranchant, mise en scène Alfred Pasquali (23 octobre)
- 1943 : Don Philippe, opéra-bouffe de Barbara Nikisch, musique Kostia Konstantinoff, mise en scène Jean Meyer
- 1944 : Le Portier du paradis d'Eugène Gerber, mise en scène Henri Beaulieu (4 mai)
- 1945 : Le Spectacle des alliés
  - À destination de Cardiff d'après Eugène O'Neill, mise en scène Georges Douking
  - N'importe comment d'après Noël Coward, mise en scène Jean Wall
  - La Marguerite d'Armand Salacrou, mise en scène Julien Bertheau
  - Une demande en mariage d'Anton Tchekhov, mise en scène Jean Meyer
- 1945 : Le Fleuve étincelant de Charles Morgan, mise en scène André Certes
- 1945 : Topaze de Marcel Pagnol, mise en scène Alfred Pasquali
- 1946 : Folies-Montmartre, revue de music-hall de Maurice Hermitte
- 1946 : Huon de Bordeaux d'Alexandre Arnoux, mise en scène Georges Douking
- 1947 : Messaline de Claude Vermorel, mise en scène Georges Douking
- 1947 : Fleuve étincelant de Charles Morgan, mise en scène Jean Mercure
- 1947 : Le Temps de vivre de George Emerson Brewer et Bertrand Bloch, adaptation Pierre Barillet, mise en scène André Certes
- 1947 : La Descente aux enfers de Madame Simone, mise en scène Georges Douking
- 1948 : Thermidor de Claude Vermorel, mise en scène de l’auteur

## Sources
1. ↑  Fragments détachés de l'oubli, Jacques Nels, Ramsay, 1989 p. 70
2. ↑  Plaquette d'inauguration et les photographies dans les collections de l'Association de la Régie théâtrale
3. ↑  André Rossi, « Histoire de France », sur Sacha Guitry, tout son univers, théâtre, cinéma, biographie, livres et citations, 27 juillet 2024 (consulté le 27 juillet 2024)